# 田中浄人
田中 浄人（たなか の きよひと）は、奈良時代から平安時代初期にかけての貴族。姓は朝臣。名は清人とも記される。官位は従五位上・大蔵少輔。

## 経歴
延暦7年（788年）従五位下に叙爵し、延暦8年（789年）伊勢介、延暦9年（790年）下総介と桓武朝前半は地方官を歴任する。延暦16年（797年）造酒正次いで宮内少輔と桓武朝半ばは京官を務める。
平城朝での動静は明らかでないが、弘仁元年（810年）9月に発生した薬子の変の終結後に造西寺長官次いで左京亮に任ぜられ、11月には従五位上に昇叙されている。翌弘仁2年（811年）大蔵少輔に遷った。

## 官歴
『六国史』による。
- 時期不詳：正六位上
- 延暦7年（788年） 11月25日：従五位下
- 延暦8年（789年） 4月14日：伊勢介
- 延暦9年（790年） 3月26日：下総介
- 延暦16年（797年） 2月9日：造酒正。2月15日：宮内少輔
- 弘仁元年（810年） 9月27日：造西寺長官。10月2日：左京亮。11月22日：従五位上
- 弘仁2年（811年） 7月23日：大蔵少輔